# Каминка, Михаил Эммануилович
Михаил Эммануилович Каминка (1938—2002) — советский и российский учёный-фармаколог.

## Биография
Родился 5 июля 1938 года в Москве в семье актёра и чтеца Эммануила Каминки и певицы Ольги Власовой.
После окончания в 1962 году 1-го Московского государственного медицинского университета имени И. М. Сеченова, Михаил был принят на должность младшего научного сотрудника в лабораторию фармакологии ВНИХФИ имени С. Орджоникидзе (ныне — ОАО «Центр по химии лекарственных средств»), которой в то время руководил академик М. Д. Машковский. Эти лаборатория и институт стали единственным местом работы М. Э. Каминки на протяжении 36 лет.
Первоначально занимался исследованиями фармакологической активности новых солей и производных серотонина, по итогам этой работы был создан препарат серотонина адипинат. Затем последовали работы по поиску новых противоаллергических препаратов, синтез которых осуществлялся в лабораториях ВНИХФИ под руководством ряда выдающихся советских профессоров химиков-синтетиков — Л. Н. Яхонтова, Н. Н. Суворова, Р. Г. Глушкова и других. Практическим итогом исследований М. Э. Каминки явилась разработка отечественных антиаллергических препаратов фенкарола и бикарфена.
С 1976 года он стал заместителем заведующего лаборатории фармакологии ВНИХФИ, с 1981 года руководил сектором фармакологии противоаллергических препаратов той же лаборатории. В 1984 году защитил докторскую диссертацию «Хинуклидилкарбинолы — новый класс противогистаминных препаратов». В 1992 году ему было присвоено звание профессора. Михаил Эммануилович Каминка является автором более 100 публикаций (в том числе зарубежных), 20 авторских свидетельств на изобретения и 9 зарубежных патентов. Многие годы он был членом редколлегии журнала «Экспериментальная и клиническая фармакология», редактором-консультантом Химической энциклопедии, членом фармакологической комиссии Фармакологического комитета Минздрава РФ.
Умер 22 мая 2002 года в Москве. Похоронен в колумбарии Новодевичьего кладбища вместе с отцом.